# كارمن البورش
كارمن ألبورش (31 أكتوبر 1947 - 24 أكتوبر 2018) سياسية وكاتبة ووزيرة للثقافة إسبانية.

## السيرة الذاتية والوظيفة
حصلت ألبورش على درجة الدكتوراه في القانون مع تخصص خاص في القانون التجاري. أدارت معهد فالنسيا للفن الحديث بين عامي 1988 و1993. أصبحت ناشطة سياسيًا مع حزب العمال الاشتراكي الإسباني في عام 1992 وشغلت منصب وزيرة الثقافة من 1993 إلى 1996 في الحكومة الأخيرة لفيليبي غونزاليز. حصلت على جائزة المرأة التقدمية.
في عام 1996 تم انتخاب ألبورش عضوا في مجلس النواب ممثلة عن فالنسيا. ترأست لجنة مراقبة مؤسسة الإذاعة والتلفزيون الحكومية من عام 1996 حتى يناير 2000، ولجنة حقوق المرأة وتكافؤ الفرص من مايو 2004 إلى يناير 2008 في الكونجرس.
في مايو 2007 ترشحت عن حزب العمال الاشتراكي لمنصب عمدة فالنسيا لكنها خسرت أمام عمدة حزب الشعب الحالي ريتا باربيرا. تقاعدت من الغرفة السفلى في الانتخابات العامة لعام 2008 من أجل انتخابها في مجلس الشيوخ الإسباني، ومثلت فالنسيا مرة أخرى حتى عام 2016.
توفيت ألبورش في 24 أكتوبر 2018 من مرض السرطان عن عمر يناهز 70 عامًا.